# Heinrich Wilhelm Goeker
Heinrich Wilhelm Goeker (* 7. Januar 1803 in Schlüsselburg; † 8. September 1886 in Höxter) war ein deutscher Wasserbauingenieur und preußischer Baubeamter. Unter seiner Leitung ist der erste Wilhelmshavener Hafen nach den Plänen von Gotthilf Hagen entstanden.

## Leben
Goeker stammte aus einer Pfarrersfamilie. Er studierte in Berlin und begann danach seine Laufbahn als preußischer Baubeamter. Als solcher war er von 1844 bis 1852 für die Regierung in Minden tätig. In dieser Zeit plante er unter anderem die Kuranlagen in Bad Oeynhausen und schuf die Entwürfe für das Pfarrhaus (1848) und die Immanuel-Kirche (1850) in Preußisch Ströhen. Seine Konzentration auf das Wasserbauwesen führte ihn dann nach Hamm, Münster und schließlich Danzig.
1856 trat Goeker als Marinehafenbaudirektor mit dem Range eines Rates IV. Klasse in die Königlich Preußische Marine ein. Von 1856 bis 1866 war er Hafenbaudirektor der Königlichen Werft Danzig. Im gleichen Zeitraum hatte er die Position eines Wasserbauinspektors an der Jade inne und war Mitglied der Marinehafenbaukommission für das Hafenetablissement bei Heppens.
Goeker wurde von Gotthilf Hagen als Nachfolger für den Hafenbaudirektor Wallbaum gewonnen. Er trat am 1. April 1856 seinen Dienst in Wilhelmshaven an. Hagen sah nach Vorlage seines Hafenplans (mit Fortifikation und Stadtansiedlung) seine Aufgabe bei der Marine als erledigt an und kehrte am 12. August 1856 zum Handelsministerium zurück.
Die Bauarbeiten für das als Marineetablissement an der Jade geplante Vorhaben waren schwierig. Das Baugebiet lag in einem unwegsamen und kaum erschlossenen Gelände. Darüber hinaus hatte Preußen sich bereits bei Baubeginn entschlossen, die Marine aufzuwerten und Kriegsschiffe selbst zu bauen. Aus diesem Grund wurde der Entwurf von Hagen um eine Werft und weitere Bauten ergänzt. Neben diesen Änderungen hatte Goeker aber auch mit Rückschlägen zu kämpfen: Schäden durch Stürme und Wetter mussten repariert werden und wiederholt waren bis zu 50 Prozent der Arbeiter an Malaria erkrankt.
Als Hafenbaudirektor entwarf Goeker auch die Gründungsurkunde der neuen Stadt, in der er Wilhelmshaven nach niederdeutschem Brauch mit „v“ geschrieben hatte. Die Berliner Beamten korrigierten den vermeintlichen Rechtschreibfehler und ersetzten das „v“ durch ein „f“. Als Goeker am Gründungstag die Änderung bemerkte, wandte er sich an General Albrecht von Roon und dieser an König Wilhelm I., der daraufhin befahl, das „v“ wieder einzusetzen.
Von 1866 bis 1871 hatte Goeker den Vorsitz der Hafenbaukommission an der Jade inne. 1869 wurde ihm der Titel Geheimer Baurat verliehen. 1870/1871 war er Hafenbaudirektor der Königlichen Werft Wilhelmshaven.
Mit der Fertigstellung des Hafens hatte Goeker seine Aufgabe nach 15 Jahren erledigt und schied am 13. April 1871 als Hafenbaudirektor aus. Als Anerkennung für seine Leistungen erhielt er ein Geschenk von 1000 Friedrich d’or. Der Großherzog von Oldenburg verlieh ihm den Oldenburgischen Haus- und Verdienstorden und auf Befehl von König Wilhelm I. ist die vor dem Haupttor der Kaiserlichen Werft vorbeiführende Straße nach ihm benannt worden.
Eine der Hauptstraßen in Wilhelmshaven, die Gökerstraße, ist nach ihm benannt. 